# Sardinsk häst
Den Sardinska hästen är en hästras från Sardinien, Italien. Rasen kallas även Sardinsk anglo-arab eller Anglo-arabo-sardo. Den sardinska hästen har avlats fram utan systematisk avel och ändå har den behållit omvärldens intresse på grund av de raser som korsats för att få fram den sardinska hästrasen. Den sardinska hästen lovordas ofta för sin uthållighet och för sin goda hoppförmåga. 

## Historia
Sardinien var under många århundraden känt som en stor importör av hästar. Bland annat importerades arabiska fullblod från Arabiska halvön och Berberhästar från norra Afrika till ön där de korsades och användes i aveln för att få fram en egen typ av ridhäst. 
Under 1400-talet började en specifik typ avlas fram då kung Ferdinand V av Spanien grundade ett stuteri med spanska hästar (numera Andalusier) i närheten av Abbesanta på ön och uppfödarna fick fri tillgång till hästarna i stuteriet. Dessa hästar korsades även in i rasen som snart fick rykte om sig att vara uthålliga och starka ridhästar. Tre stuterier startades i Mores, Monte Minerva och Padromannu med inriktning på att utveckla en inhemsk, sardinsk häst. 
När Sardinien förenades med Savojen år 1720 dog intresset för hästuppfödning ut bland sarderna och det skulle dröja ända fram till 1908 innan man tog upp aveln igen och man började importera fler araber för att förbättra stammarna på ön. 1918 fanns ca 60 000 hästar på ön men beståndet sjönk drastiskt efter andra världskriget, ner till 24 000, vilket ändå var ett imponerande antal för ön. Rasen har idag ingen specifik rasstandard och inte heller någon riktig ordning på avelsarbetet men rasen kan registreras, förutsatt att den är född på Sardinien.

## Egenskaper
Den sardinska hästen har ett orientaliskt utseende med en lätt kroppstyp och ett nätt huvud som kan vara något alldagligt. Halsen är lite välvd, ett arv från araben, och ryggen är ganska lång och rak. Då det saknas ett system i aveln händer det att det föds hästar med dålig exteriör. 
En riktigt bra sardinsk häst ska ha framåtanda, hoppförmåga och uthållighet, samt vara härdig och klok. Rasen är populär på grund av den flera hundra år gamla inkorsningen av spanskt blod, arabiskt blod och den nordafrikanska Berberhästen. 